# 流星花園 (2018年電視劇)
《流星花園》（日语：花より男子）是中國大陸改編自日本漫畫《花樣男子》的校園愛情劇。由沈月、王鶴棣、官鴻、梁靖康、吳希澤领衔主演，湖南芒果娱乐有限公司与北京萌样影视制作有限公司联合拍摄製作，並由台灣版原班人马柴智屏担任制片人。该剧于2017年10月28日在上海开机，2018年3月22日在伦敦全部杀青，共计历时145天。2018年7月9日在湖南卫视青春进行时首播。

## 播出平台
| 频道          | 所在地     | 播出日期      | 播出时间                                                                               | 备注                            |
| ------------- | ---------- | ------------- | -------------------------------------------------------------------------------------- | ------------------------------- |
| 湖南卫视      | 中国大陆   | 2018年7月9日  | 星期一至三 22:00-23:50（两集连播） 7月19日加播两集                                     | 青春进行时                      |
| 芒果TV        | 中国大陆   | 2018年7月9日  | 星期一至三 22:30 上线当天第一集 23:20 上线当天第二集                                   | 半台网联播+会员跟播 次日0点解锁 |
| Netflix       | 全球       | 2018年7月13日 | 星期五 22:00 上线六集                                                                  |                                 |
| ABS-CBN       | 菲律賓     | 2018年8月20日 | 星期一至五 17:50-18:30                                                                 |                                 |
| SCTV          | 印度尼西亞 | 2018年9月3日  | 星期一至五 15:55-17:00 星期六至日 15:50-18:10 两集连播 9月10日起，每天下午 15:55-17:00 | UTC+7（印尼语配音）             |
| 泰国第3电视台 | 泰國       | 2019年8月7日  | 每天中午12:30                                                                          |                                 |

## 角色介绍

### 主要演員
| 演員             | 角色   | 漫畫原名   | 介紹 |
| 王鶴棣 配音:孫曄 | 道明寺 | 道明寺司   | 明德學院工管系四年級學生，F4為首的人物。看似霸道蠻橫實質內心正義善良，有時還有溫柔的一面。一開始踩到了杉菜的手機，後來被杉菜的蛋糕砸臉、被杉菜飛踢而暈倒等等，因此跟杉菜結緣，喜歡捉弄杉菜，漸漸對這個女孩產生興趣並在不知不覺中愛上了杉菜。追求杉菜許久，後成為杉菜的男朋友，在交往過程中一直被媽媽從中阻撓，為了保護杉菜，不斷反抗道明楓，為了杉菜，犧牲自己的性命也在所不惜，願意為了杉菜做任何事。 在第46集，向杉菜求婚成功 在第50集結局跟杉菜舉行婚禮，正式成為夫妻                                                                         |
| 刘画画 （少年）  | 道明寺 | 道明寺司   | 明德學院工管系四年級學生，F4為首的人物。看似霸道蠻橫實質內心正義善良，有時還有溫柔的一面。一開始踩到了杉菜的手機，後來被杉菜的蛋糕砸臉、被杉菜飛踢而暈倒等等，因此跟杉菜結緣，喜歡捉弄杉菜，漸漸對這個女孩產生興趣並在不知不覺中愛上了杉菜。追求杉菜許久，後成為杉菜的男朋友，在交往過程中一直被媽媽從中阻撓，為了保護杉菜，不斷反抗道明楓，為了杉菜，犧牲自己的性命也在所不惜，願意為了杉菜做任何事。 在第46集，向杉菜求婚成功 在第50集結局跟杉菜舉行婚禮，正式成為夫妻                                                                         |
| 沈月 配音:張琦   | 董杉菜 | 牧野杉菜   | 明德學院食品營養系一年級學生，性格單純善良，在飲料店與小優一起打工，中華料理校園廚藝大賽的特別獎得主，也是唯一一個敢跟F4作對的女孩。一開始暗戀花澤類、討厭道明寺，但後來漸漸被道明寺的真心打動，喜歡上道明寺，後成為道明寺的女朋友，跟道明寺交往後，不斷被道明寺的媽媽刁難，歷經層層波折，曾幾度想放棄，但被道明寺的決心給感動，因此下定決心不論如何都要跟道明寺一起捍衛他們的愛情。曾為了道明寺在外淋了好幾天的雨陪著道明寺不吃不喝 在第46集接受道明寺的求婚 在第50集結局跟道明寺舉行婚禮，正式成為夫妻，也成功讓道明楓接受她這個媳婦，苦盡甘來 |
| 蔡慧泉 （少女）  | 董杉菜 | 牧野杉菜   | 明德學院食品營養系一年級學生，性格單純善良，在飲料店與小優一起打工，中華料理校園廚藝大賽的特別獎得主，也是唯一一個敢跟F4作對的女孩。一開始暗戀花澤類、討厭道明寺，但後來漸漸被道明寺的真心打動，喜歡上道明寺，後成為道明寺的女朋友，跟道明寺交往後，不斷被道明寺的媽媽刁難，歷經層層波折，曾幾度想放棄，但被道明寺的決心給感動，因此下定決心不論如何都要跟道明寺一起捍衛他們的愛情。曾為了道明寺在外淋了好幾天的雨陪著道明寺不吃不喝 在第46集接受道明寺的求婚 在第50集結局跟道明寺舉行婚禮，正式成為夫妻，也成功讓道明楓接受她這個媳婦，苦盡甘來 |
| 官鸿 配音:秦且歌 | 花澤類 | 花澤類     | 明德學院音樂系四年級學生，音樂才子，擅長小提琴、鋼琴，F4成員之一，喜歡泡溫泉，脾氣好，個性冷靜沈著且神秘，常一眼就能看穿別人的內心想法。喜歡藤堂靜多年，但在知道對於靜來說自己是可有可無的存在後，經過一段時間的消極，後來慢慢被杉菜吸引，喜歡上杉菜，但知道杉菜與道明寺兩人互相喜歡，選擇大度成全並且誠心祝福，並常以朋友的姿態在旁邊默默的守護杉菜並適時給予他們建議與幫助，是杉菜與道明寺感情中的「神助攻」之一。曾在道明寺與杉菜分手後向道明寺表明要追求杉菜，要求公平競爭                                                                   |
| 张博文 （童年）  | 花澤類 | 花澤類     | 明德學院音樂系四年級學生，音樂才子，擅長小提琴、鋼琴，F4成員之一，喜歡泡溫泉，脾氣好，個性冷靜沈著且神秘，常一眼就能看穿別人的內心想法。喜歡藤堂靜多年，但在知道對於靜來說自己是可有可無的存在後，經過一段時間的消極，後來慢慢被杉菜吸引，喜歡上杉菜，但知道杉菜與道明寺兩人互相喜歡，選擇大度成全並且誠心祝福，並常以朋友的姿態在旁邊默默的守護杉菜並適時給予他們建議與幫助，是杉菜與道明寺感情中的「神助攻」之一。曾在道明寺與杉菜分手後向道明寺表明要追求杉菜，要求公平競爭                                                                   |
| 吴希泽 配音:徐翔 | 西門彦 | 西門總二郎 | 明德學院工管系四年級學生，F4成員之一，對茶有極深的造詣，看似花花公子但十分尊重女性，性格沈穩內斂。因為與小更的一段感情所以後來都沒再愛上過任何人，相信茶道精神中的「一期一會」，與小優之間有模糊的情愫。 於第46集，在大廈頂樓跟小優說自己和小更已經結束了，他和小更已經錯過了，成為了回不去的回憶，而小優告訴他說，她不想跟西門錯過，便主動吻向自己，他也回應了小優的吻，正式接受小優對自己的感情，小優的男朋友 |
| 梁靖康 配音:趙路 | 馮美作 | 美作玲     | 明德學院工管系四年級學生，F4成員之一，姐姐粉，對牌的記憶非凡。喜歡周彩娜，也是美作第一個認真愛上的女孩，一開始視葉明川為情敵，但在暸解葉明川對周彩娜的深愛之情與付出後，決定大度成全；因為愛她，才忍痛把彩娜推向葉明川 |

### 杉菜周邊人物
| 演員                                     | 角色   | 漫畫原名   | 介紹 |
| 林鵬                                     | 董大年 | 牧野晴男   | 董杉菜之父，曾因投資失敗欠下100萬的債，是道明寺幫忙解圍 |
| 張莉                                     |        | 牧野千惠子 | 董杉菜之母，是個外賣家廚 |
| 厉嘉琪 配音:陳奕雯                       | 蒋小優 | 松岡優紀   | 董杉菜的死黨，杉菜高中同班同學，跟杉菜一起在飲料店打工，性格單純善良。喜歡西門，知道西門跟小更的故事後，不斷的在找小更最後想給西門看的大廈，最後讓她給找到了，她也為了西門，而剪去了她留很久的長髮，於第46集，接到小更的電話，要她前去大廈頂樓，便前往，但到大廈頂樓並沒有看到小更，而是看到西門，在西門告訴她，他和小更的感情已經錯過成了過去，也結束了，她也告訴西門，她不想錯過這份感情，便主動吻向西門，而西門也回應了自己的吻，她也正式成為了西門的女朋友 |
| 刘尹昊 配音:劉聖博                       | 陳青和 | 青池和也   | 董杉菜的死黨，杉菜高中同班同學。明德學院食品營養系一年級，很喜歡杉菜，總是無條件支持她、相信她，想要和杉菜當永遠的好朋友。曾經代替花澤類當F4的一員 第50集結局當道明寺的伴郎 |
| 董馨                                     | 李真   | 三條櫻子   | 董杉菜的朋友，高中隔壁班的学霸，现在和董杉菜是大学同学，明德學院食品營養系一年級，一開始喜歡道明寺，討厭杉菜，曾因此陷害過杉菜，後因杉菜原諒她並幫她講話，而覺得內疚與感動，下定決心要視她為好朋友 |
| Blake Abbie王立民 （页面存档备份，存于） | 托马斯 |            | 第50集結局當道明寺的伴郎 |

### F4周邊人物
| 演員               | 角色          | 漫畫原名 | 介紹 |
| 王琳               | 道明楓        | 道明寺楓 | 道明寺的媽媽，事業女強人。個性古板，在孩子的婚姻上講求門當戶對，認為杉菜配不上道明寺，甚至覺得杉菜是因為看上道明家的錢而糾纏道明寺，非常反對杉菜與道明寺交往，還派保鑣跟蹤杉菜與道明寺，百般的刁難杉菜，希望她知難而退，手段殘忍，也曾用相似的極端手法毀掉過道明莊的幸福，又稱「道明瘋」或「臭老太婆」。在第46集，道明寺向她提出，表示要與杉菜結婚，想徵求她的同意，她當時表面假裝同意，但卻在回到上海時，將道明寺關起來，並命令保鑣守在他的房門外，要玉嫂不準跟其他人說道明寺的行蹤。 第49集接受了杉菜。第50集结局原本想要在獨自旅行前，幫杉菜跟道明寺煮一頓早餐，結果因為自己平時沒在下廚，把食材都燒焦，沒法吃，只好跟杉菜和道明寺說聲抱歉，後便開始自己的獨自旅行，想利用獨自旅行，學習生活自理，看看外面的世界 |
| 徐熙娣             | 道明莊        | 道明寺樁 | 道明寺姐姐，個性霸道，正直善良。從一開始就看出來道明寺喜歡杉菜，認為杉菜是個好女孩，支持杉菜跟道明寺交往，也是他們感情之間的神助攻。年輕時曾被道明楓以極端的手法破壞當時與前男友的感情，男友受不了道明楓的行為，導致最後被迫分手。她不希望道明寺與杉菜再次遭遇自己所經歷過的痛苦，因此非常討厭道明楓對杉菜的百般刁難。後收買家裡的保鑣，要他們不準洩漏杉菜跟道明寺的行蹤 在第50集結局幫杉菜和道明寺證婚，宣布他們兩個正式成為夫妻 |
| 杨光 配音:姜玉玲   | 玉嫂          | 玉嫂     | 道明家的老管家，喜歡杉菜，支持杉菜與道明寺交往，為了能讓杉菜繼續留在道明家，不惜和道明楓以死相逼，目的就是希望杉菜能陪在道明寺身邊，並得到幸福。道明寺被道明楓關起來後，一直在等F3的到來，就是要來想辦法，怎麼把道明寺救出去，終於等到F3來，告訴他們她已經等他們很久了，也告訴他們道明寺被她媽媽關在房間裡，她把所有保鑣騙去喝茶，希望道明寺能獲得解救 |
| 孙千               | 何原姿        | 大河原滋 | 何原姿是道明楓指定給道明寺的未婚妻。很喜歡杉菜，常跟她說自己與道明寺發生的事，杉菜的朋友。喜歡道明寺，一開始曾追求過道明寺，雖然兩人短暫交往過，但道明寺從沒對她動過心，在了解道明寺的心意後，小姿選擇成全。但她曾在道明寺與杉菜分手後，跟花澤類表明自己想趁虛而入，想要兩人合作，並承認自己確實有私心，期盼道明寺能接受自己，可惜隨後道明寺向她坦承自己的心裡只有杉菜一個人，而她也不再糾纏。 在第49集跟道明楓表示自己不會與道明寺結婚，她要杉菜跟道明寺在一起，要道明楓放棄企業聯姻的念頭 |
| 孙伊涵 配音:楊夢露 | 藤唐靜        | 藤堂靜   | 校花學姐，女神級的存在。花澤類喜歡多年的女孩，也是帶花澤類走出自閉的女孩。個性善良熱心，且獨立自主，一旦決定的事誰也阻攔不了，曾剪掉長髮以示對自己夢想的決心。曾多次幫助杉菜，為了夢想去了法國，在法國訂婚了，後来退婚了 |
| 裴佳欣 （少女）    | 藤唐靜        | 藤堂靜   | 校花學姐，女神級的存在。花澤類喜歡多年的女孩，也是帶花澤類走出自閉的女孩。個性善良熱心，且獨立自主，一旦決定的事誰也阻攔不了，曾剪掉長髮以示對自己夢想的決心。曾多次幫助杉菜，為了夢想去了法國，在法國訂婚了，後来退婚了 |
| 戴雅琪             | 耿怡芬 (小更) | 日向更   | 西門彦的青梅竹馬，初戀情人，在第46集，因為小優的關係，又跟西門碰面，並且一同到兩人錯過的大廈大樓把事情說開，並告訴西門以前的她很喜歡他，現在她的直覺很準，要他不要錯過現在的感情，她也將按照西門的樣子所做的娃娃，送給小優，要小優好好珍惜這段得來不易的感情 |

### 其它演員
| 演員             | 角色   | 漫畫原名   | 介紹                                                                   |
| 王韵华           | 江百合 | 淺井百合子 | 明德学院营养系的学生，和董杉菜是同组的伙伴，李心惠的好友，看不惯董杉菜 |
| 安紫依           | 李心惠 | 鮎原えりか | 明德学院营养系的学生，和董杉菜是同组的伙伴，喜欢道明寺，看不惯董杉菜   |
| 赵奂然           | 趙舜平 | 織部順平   |                                                                        |
| 王润泽 配音:曹真 | 田野   |            | 杉菜打工認識的廚師，因為一次受到杉菜即時的幫助，因而愛上了幫廚杉菜     |
| 刘烨             | 周彩娜 |            | 美国加州大学的海归才女，厨艺技能超强，喜欢叶明川，后成为叶明川女朋友   |
| 王东             | 叶明川 |            | 著名设计师，成熟男，很有绅士风度，喜欢周彩娜，后成为周彩娜男朋友       |

### 客串演員
| 演員   | 角色   | 漫畫原名 | 介紹                                                                           | 登場集數 |
| 郭采潔 | 郭采潔 | 不適用   | 董杉菜的學姐，明德學院新聞系三年級                                             | 1        |
| 王月   | 月姐   | 不適用   | 英國倫敦中國城某餐廳老闆，道明寺很喜歡吃她做的菜，每次在倫敦思鄉時都會來找她。 | 11       |
| 湯晶媚 | 湯晶媚 | 不適用   | 「中華料理大賽」評委                                                           | 13-14    |
| 李泉   | 李泉   | 不適用   | 馮美作音樂老師                                                                 | 25       |
| 庾澄慶 | 小哈   | 不適用   |                                                                                | 50       |

## 音乐
| 曲序 | 曲目                                   |                                                                    | 作曲                                                               | 编曲   | 演唱                         |
| ---- | -------------------------------------- | ------------------------------------------------------------------ | ------------------------------------------------------------------ | ------ | ---------------------------- |
| 1.   | For you（片頭曲）                      | 曾翊庭、藍祥源                                                     | Hanlf Hltmanic Sabzevari、David Clewett、纪佳松、Sebastian Zelle   |        | 王鶴棣、官鴻、梁靖康、吳希澤 |
| 2.   | 愛，存在（片尾曲）                     | 吴易纬                                                             | 蔡明仁                                                             |        | 魏奇奇                       |
| 3.   | 你要的愛（深夜版）（插曲）             | 戴佩妮                                                             | 戴佩妮                                                             | 戴佩妮 | 戴佩妮                       |
| 4.   | 星星數流星（插曲）                     | 紀佳松、Drew Ryan Scott、Johan Moraeus、中文改編詞：林唯           | 紀佳松、Drew Ryan Scott、Johan Moraeus                             |        | 梁靖康                       |
| 5.   | 花背後的溫柔（插曲）                   | 馬嵩雅                                                             | 陳舒寧                                                             |        | 官鴻                         |
| 6.   | 想你想到快瘋了（插曲）                 | 吳易緯                                                             | Johnny Chao                                                        |        | 吳希澤                       |
| 7.   | 想你想到快瘋了（插曲）                 | 吳易緯                                                             | Johnny Chao                                                        |        | 高隽雅                       |
| 8.   | 非同小可（插曲）                       | 陳學聖                                                             | Fredriksson、Johan Fabian等                                        |        | 王鶴棣                       |
| 9.   | 想都不用想（插曲）                     | 吳易緯                                                             | 楊鎮邦                                                             |        | 王鶴棣                       |
| 10.  | 創造回憶（插曲）                       | 鄔裕康                                                             | 楊子樸                                                             |        | 王鶴棣、官鴻、梁靖康、吳希澤 |
| 11.  | 從來沒想到（插曲）                     | 天樂                                                               | Iggy Strange-Dahl、Rodrigo“Mr Success” Perez                       |        | 王鶴棣、官鴻、梁靖康、吳希澤 |
| 12.  | River（插曲）                          | Mclaughlin、Sarah Grace、Jackson、 Mark A. Scott、Ian Brendon      | Mclaughlin、Sarah Grace、Jackson、 Mark A. Scott、Ian Brendon      |        | Bishop Briggs                |
| 13.  | Say Something（插曲）                  | Campbell Mike、Axel Ian、Vaccarino Chad                            | Campbell Mike、Axel Ian、Vaccarino Chad                            |        | A Great Big World            |
| 14.  | Anyone of Us（Stupid Mistake）（插曲） | Kreuger、David Bengt、Elofsson、Jorgen Kiell、Magnusson、 Per Olof | Kreuger、David Bengt、Elofsson、Jorgen Kiell、Magnusson、 Per Olof |        | Gareth Gates                 |
| 15.  | 情非得已（插曲）                       | 张国祥                                                             | 庾澄庆                                                             |        | 庾澄庆                       |

## 收视率
开播首日，CSM52城市网和全国网均刷新湖南卫视周播剧场近一年收视纪录。

| 中国 湖南卫视 首播收视率 |               |             |             |             |           |           |           |           |           |           |                                  |
| 集數                     | 播出日期      | CSM52城市网 | CSM52城市网 | CSM52城市网 | CSM全国网 | CSM全国网 | CSM全国网 | CSM16省网 | CSM16省网 | CSM16省网 | 備註                             |
| 集數                     | 播出日期      | 收視率      | 收視份額    | 排名        | 收視率    | 收視份額  | 排名      | 收視率    | 收視份額  | 排名      | 備註                             |
| 1-2                      | 2018年7月9日  | 1.126       | 8.04        | 4           | 1.11      | 9.68      | 3         | 1.113     | 9.237     | 3         |                                  |
| 3-4                      | 2018年7月10日 | 1.032       | 7.023       | 4           | 1.11      | 9.03      | 4         | 1.2       | 8.987     | 3         |                                  |
| 5-6                      | 2018年7月11日 | 0.991       | 6.731       | 5           | 1.12      | 8.85      | 4         | 0.96      | 7.509     | 3         |                                  |
| 7-8                      | 2018年7月16日 | 0.931       | 7.045       | 6           | 1.1       | 9.77      | 3         | 0.891     | 7.64      | 3         | CCTV-8《開封府》開播             |
| 9-10                     | 2018年7月17日 | 0.919       | 6.803       | 8           | 1.12      | 9.57      | 4         | 0.884     | 7.398     | 3         |                                  |
| 11-12                    | 2018年7月18日 | 0.983       | 7.254       | 8           | 0.97      | 8.71      | 4         | 0.856     | 7.106     | 3         | 安徽《莽荒紀》完結               |
| 13-14                    | 2018年7月19日 | 0.922       | 6.42        | 9           | 1.12      | 9.24      | 4         | 暫缺      | 暫缺      | 暫缺      |                                  |
| 15-16                    | 2018年7月23日 | 0.861       | 6.726       | 9           | 0.97      | 9.07      | 5         | 0.755     | 6.77      | 4         |                                  |
| 17-18                    | 2018年7月24日 | 0.893       | 6.571       | 8           | 1.09      | 9.76      | 4         | 0.866     | 7.329     | 3         |                                  |
| 19-20                    | 2018年7月25日 | 0.969       | 7.042       | 8           | 0.99      | 8.6       | 4         | 0.797     | 6.554     | 3         |                                  |
| 21-22                    | 2018年7月30日 | 0.916       | 6.876       | 6           | 1         | 8.92      | 4         | 0.9       | 7.795     | 3         |                                  |
| 23-24                    | 2018年7月31日 | 0.914       | 6.792       | 5           | 1.09      | 9.31      | 4         | 0.814     | 6.724     | 4         |                                  |
| 25-26                    | 2018年8月1日  | 0.872       | 6.584       | 6           | 0.81      | 7.21      | 5         | 0.701     | 6.19      | 5         |                                  |
| 27-28                    | 2018年8月6日  | 0.824       | 6.46        | 7           | 0.89      | 8.07      | 4         | 0.717     | 6.328     | 4         |                                  |
| 29-30                    | 2018年8月7日  | 0.781       | 6.058       | 7           | 0.92      | 7.92      | 4         | 0.696     | 5.921     | 4         | 東方《武動乾坤之英雄出少年》開播 |
| 31-32                    | 2018年8月8日  | 0.792       | 6.027       | 6           | 0.97      | 8.61      | 4         | 0.714     | 6.241     | 4         |                                  |
| 33-34                    | 2018年8月13日 | 0.756       | 5.808       | 7           | 0.84      | 7.59      | 5         | 0.69      | 6.078     | 4         | 浙江《扶搖》完結 52城數據缺湛江  |
| 35-36                    | 2018年8月14日 | 0.749       | 5.771       | 5           | 0.78      | 7.22      | 4         | 0.668     | 5.967     | 4         | 浙江《獵毒人》精编版開播         |
| 37-38                    | 2018年8月15日 | 0.669       | 5.325       | 6           | 0.72      | 6.66      | 4         | 0.576     | 5.219     | 4         | 52城數據缺廈門 16省網數據缺福建  |
| 39-40                    | 2018年8月20日 | 0.751       | 5.879       | 3           | 0.77      | 7.31      | 3         | 0.532     | 4.621     | 4         |                                  |
| 41-42                    | 2018年8月21日 | 0.709       | 5.595       | 3           | 0.69      | 6.33      | 3         | 0.623     | 5.346     | 3         |                                  |
| 43-44                    | 2018年8月22日 | 0.592       | 4.336       | 7           | 0.57      | 5.1       | 5         | 0.495     | 4.157     | 4         |                                  |
| 45-46                    | 2018年8月27日 | 0.713       | 5.694       | 4           | 0.61      | 6.09      | 3         | 暫缺      | 暫缺      | 暫缺      |                                  |
| 47-48                    | 2018年8月28日 | 0.586       | 4.658       | 8           | 0.6       | 5.95      | 4         | 0.579     | 5.161     | 4         |                                  |
| 49-50                    | 2018年8月29日 | 0.707       | 5.554       | 5           | 0.6       | 5.7       | 4         | 0.636     | 5.552     | 3         | CCTV-8《龍門飛甲》完結           |
| 平均收視                 | 平均收視      | 0.841       | 6.32        | 不適用      | 0.9       | 8         | 不適用    |           |           | 不適用    |                                  |

1. 同时段或交叉时段主要节目：
  - CCTV-8：《誠忠堂》／《開封府》／《执行利剑》／《龙门飞甲》
  - 東方：《青春警事》／《武動乾坤之英雄出少年》
  - 浙江：《扶搖》／《獵毒人》精编版
  - 安徽：《莽荒紀》
2. 数据由广视索福瑞提供，调查范围为四岁以上之观众。
3. 以上收视排名包括央视在内。CSM16省网排名不含央视
4. 收視最低的集數及份額以藍色表示，收視最高的集數集及份額以紅色表示
5. 资料来源：卫视这些事儿、TV未知数、数据狮、卫视走光了

## 宣传活动
| 播出时间      | 活动                        | 出席演员                           |
| ------------- | --------------------------- | ---------------------------------- |
| 2018年4月29日 | 《快乐大本营》              | 沈月                               |
| 2018年5月26日 | 《快乐大本营》              | 沈月、梁靖康、吴希泽、官鸿、王鹤棣 |
| 2018年6月15日 | 《向往的生活2》             | 沈月                               |
| 2018年6月24日 | 《毕业歌会》                | 沈月                               |
| 2018年7月8日  | 《天天向上》                | 沈月、梁靖康、吴希泽、官鸿、王鹤棣 |
| 2018年7月14日 | 《快乐大本营》              | 官鸿、王鹤棣                       |
| 2018年7月28日 | 《快乐大本营》              | 梁靖康                             |
| 2018年8月11日 | 《快乐大本营》              | 王鹤棣、官鸿、梁靖康、吴希泽       |
| 2018年8月12日 | 《天天向上》                | 吴希泽、官鸿、王鹤棣               |
| 2018年8月19日 | 《疯狂的麦咭》 （金鹰卡通） | 王鹤棣、官鸿、吴希泽、董馨         |
| 2018年8月24日 | 《幻乐之城》                | 沈月、王鹤棣、官鸿、梁靖康、吴希泽 |
| 2018年8月26日 | 《天天向上》                | 官鸿                               |
| 2018年9月1日  | 《开学第一课》（CCTV-1）    | 梁靖康、吴希泽、官鸿、王鹤棣       |

## 制作
2017年10月28日在上海开机，2018年3月22日在伦敦全部杀青，共计历时145天。

## 爭議

### 配音問題
2018年5月14日，出品方發佈首款預告，因後期採用了配音引起了巨大爭議，原著粉紛紛表示「配音出戲」、「配音毀劇」，還有部分網友去製片方官博留言紛紛要求製片方還原主演原音。對於網友的爭議，配音演員表示「這是制作方的要求，有些锅，配音老师不要誤會」

### 人物和劇情設定改編問題
原作中F4貼紅紙條即可能被全校霸凌的橋段，在該版變成貼小丑牌就必須和F4比橋牌，輸了必須受懲罰一事被很多原作派觀眾指該設定莫名其妙。
另外杉菜在原作是被父母逼其讀貴族學校也在該作變成是自己考取前往的，同時劇中辦的豪華謝師宴和位在上海市中心的女主角家，也被部份觀眾嘲諷該版杉菜是所有版本中最有錢的(與原作的貧民形象相差太多)。

### 廣告植入問題
被很多觀眾指出廣告植入的方式相當生硬和出戲，一些被植入的平價商品也被觀眾吐嘈真正的有錢人根本不會買來使用。

## 外部連結
- 流星花園的新浪微博
- 在Netflix上觀看《流星花園》

| 中国大陆 湖南卫视 青春进行时 · 7月19日加播    | 中国大陆 湖南卫视 青春进行时 · 7月19日加播 | 中国大陆 湖南卫视 青春进行时 · 7月19日加播 |
| --------------------------------------------- | ------------------------------------------ | ------------------------------------------ |
|                                               | 流星花園 （2018年7月9日-2018年8月29日）    |                                            |
| 像我们一样年轻 （2018年5月28日-2018年7月4日） | 斗破苍穹 （2018年9月3日-2018年10月25日）   |                                            |

| 印度尼西亞 SCTV 星期一至五 15:55-16:55，周六至日 15:55-18:10 · 9月10日起，每天 15:55-16:55 · 10月20日 15:55-18:10 · 9月22日，29日，10月7日 停播 | 印度尼西亞 SCTV 星期一至五 15:55-16:55，周六至日 15:55-18:10 · 9月10日起，每天 15:55-16:55 · 10月20日 15:55-18:10 · 9月22日，29日，10月7日 停播 | 印度尼西亞 SCTV 星期一至五 15:55-16:55，周六至日 15:55-18:10 · 9月10日起，每天 15:55-16:55 · 10月20日 15:55-18:10 · 9月22日，29日，10月7日 停播 |
| --- | --- | --- |
| | 流星花园 (2018年9月3日-2018年10月21日） | |
| 2018年亚洲运动会 （2018年8月18日-2018年9月2日）                                                                                                 | Penakluk Hati （2018年10月22日） | |